# Ermanno Di Marsciano
Ermanno Di Marsciano (Terni, 12 settembre 1899 – Besana in Brianza, 1984) è stato un politico e criminale italiano.

## Biografia
Nato nel 1899, fu uno dei ragazzi che combatterono nella prima guerra mondiale. Una volta congedato, per necessità familiari, cominciò a lavorare in banca, abbandonando gli studi universitari. 
La sua attività politica ebbe inizio nel 1935 durante il fascismo quando accettò di assumere la Carica di Federale del PNF della provincia di Perugia. 
Nel 1939 fu trasferito con il medesimo incarico ad Agrigento e divenne automaticamente anche Membro della Camera dei Fasci e delle Corporazioni. 
Nel maggio del 1943, con lo stesso incarico, fu trasferito a Rieti. 
Dopo la caduta del Fascismo nel luglio 1943 e la nascita nel settembre della RSI, nell'ottobre fu nominato Capo fascista della Provincia di Rieti pianificò i grandi rastrellamenti nazifascisti che causarono l'Eccidio del Monte Tancia, l'Eccidio della Fosse reatine, la Strage di Leonessa.
Nel giugno del 1944 ebbe lo stesso incarico ad Imperia, dove rimase fino al 25 aprile del 1945. 
Nel clima di uccisioni e vendette che seguirono, riuscì a salvarsi perché fu nascosto e protetto in quegli stessi conventi che durante l'Occupazione nazifascista avevano salvato gli Ebrei. 
Fu scoperto nel Convento di Monte Santo a Todi e catturato il 1º febbraio 1947. 
Processato a Roma nel giugno del 1950, dopo ben 3 anni di indagini, con l'accusa di essere stato il mandante responsabile del rastrellamento di Poggio Bustone, dell'Eccidio del Monte Tancia nel comune di Monte San Giovanni in Sabina, l'Eccidio delle Fosse reatine e la Strage di Leonessa, nel 1950 fu condannato all'ergastolo, dai verbali della RSI risultava essere consapevole delle stragi di civili, così scriveva: «Est  stata  rastrellata  zona Monte Tancia infestata ribelli. Ribelli uccisi circa cento et rastrellate 220 persone. Finalmente Provincia libera bande ribelli».
L'uccisione di Raoul Angelini da parte dei fascisti della GNR a Morro Reatino entra nell'ampia vicenda processuale che colpisce nei primi anni del dopoguerra l'ex federale di Rieti, Ermanno Di Marsciano (già federale di Perugia negli anni della guerra),  e  numerosi  altri  fascisti  reatini  o  comunque  lì  operanti  nel  1943-1944.  Dell'esecuzione  materiale dell'omicidio  viene  riconosciuto  colpevole  il  tenente  Arnaldo  Millesimi,  comandante  del  presidio  GNR di Morro Reatino, riparato al nord dopo il passaggio del fronte, ucciso dai partigiani a Mirandola (Modena) il 18 aprile 1945.
Nel 1950 la Corte d'Appello di Roma commutò la pena in 30 anni. 
Uscì dal carcere il 23 dicembre 1953 per l'Amnistia voluta da Palmiro Togliatti per tutti i condannati politici.
Nel 1956 gli fu offerto l'incarico di Amministratore delegato della GIOMI, una società di ospedali ortopedici romana, in cui lavorò fino al 1980, quando, per le difficili condizioni di salute della moglie, andarono ad abitare a Besana in Brianza, in casa di una figlia. Lì morì nel 1984.